# Murraya
Murraya is een geslacht uit de wijnruitfamilie (Rutaceae). De soorten komen voor in (sub)tropisch Azië en het zuidwestelijke deel van het Pacifisch gebied.

## Soorten
- Murraya alata Drake
- Murraya glenieii Thwaites ex Oliv.
- Murraya intermedia (M.Roem.) Mabb.
- Murraya lucida (G.Forst.) Mabb.
- Murraya omphalocarpa Hayata
- Murraya paniculata (L.) Jack
- Murraya sumatrana Roxb.
- Murraya zollingeri (Yu.Tanaka) F.J.Mou

... · 
Acradenia · 
Acronychia · 
Aegle · 
Afraegle · 
Amyris · 
Casimiroa · 
Choisya · 
Citrus · 
Clausena · 
Dictamnus · 
Diplolaena · 
Fortunella · 
Limonia · 
Melicope · 
Murraya · 
Phellodendron · 
Poncirus · 
Ptelea · 
Ruta · 
Skimmia · 
Tetradium · 
Vangueriella · 
Vepris · 
Zanthoxylum · 
Zieria · 
...